# Juillet 1928

## Événements
- Premier vol du de Havilland DH.60 G. Moth.

- 1er juillet : Grand Prix de France sur le circuit du Comminges.

- 5 au 7 juillet : un équipage allemand (Risztic et Edzard) bat le record de durée de vol sur un Junkers W 33 : 65 heures et 25 minutes.

- 13 juillet, France : loi Loucheur sur les « Habitations à bon marché ».

- 15 juillet : Grand Prix d'Allemagne sur le Nürburgring.

- 17 juillet : Álvaro Obregón se fait réélire président du Mexique mais est assassiné par un fanatique religieux avant sa prise de fonction. S’ouvre une période plus conservatrice, le Maximato, où se succèdent trois présidents, - Emilio Portes Gil (1er décembre 1928-1930), Pascual Ortiz Rubio (1930-1932) et Abelardo Rodriguez (1932-1934) – sous la houlette de Plutarco Elías Calles, le Jefe máximo.

- 18 juillet : élection générale britanno-colombienne. Le Parti conservateur de la Colombie-Britannique dirigé par Simon Fraser Tolmie remporte cette élection.

- 19 juillet[1], Royaume d'Égypte : profitant de l’affaiblissement du Wafd, le roi Fouad Ier dissout la chambre et nomme un gouvernement uniquement libéral qui gouverne par décrets.

- 28 juillet : inaugurée le 28 juillet 1928 par Alphonse XIII, roi d'Espagne et Gaston Doumergue, président de la République française, la gare internationale de Canfranc, sur la ligne Saragosse-Pau, fut le lieu d'actions obscures et romanesques, comme le transit du trésor de guerre allemand vers l'Amérique du Sud durant la Seconde Guerre mondiale.

- 29 juillet : Grand Prix d'Espagne à Lasarte.

- 31 juillet : accord de la ligne rouge.

## Naissances
- 2 juillet :
  - Jacques Chancel, journaliste et présentateur de télévision, français († 23 décembre 2014).
  - Line Renaud, actrice et chanteuse, française.
- 3 juillet : Maurice Fréchard, évêque catholique français, archevêque émérite d'Auch († 27 août 2023).
- 5 juillet :
  - Katherine Helmond, actrice et réalisatrice américaine († 23 février 2019).
  - Pierre Mauroy, homme politique français († 7 juin 2013).
- 6 juillet : Raul Sampaio Cocco, auteur, compositeur et  interprète brésilien.
- 9 juillet : Federico Bahamontes, Cycliste espagnol († 8 août 2023).
- 10 juillet : 
  - Bernard Buffet († 4 octobre 1999), peintre français.
  - Anthony Mascarenhas († 3 décembre 1986), journaliste pakistanais.
- 13 juillet :
  - Bob Crane acteur américain (Colonel Robert Hogan dans la série Papa Schultz) († 29 juin 1978).
  - Leroy Vinnegar, contrebassiste de jazz américain († 3 août 1999).
- 15 juillet : Nicholas Rescher, philosophe germano-américain († 5 janvier 2024).
- 17 juillet : Robert Nixon, vice-premier ministre de l'Ontario.
- 21 juillet : Max Pinchard, compositeur français († 12 décembre 2009).
- 22 juillet : Orson Bean, acteur américain († 7 février 2020).
- 23 juillet :
  - Vera Rubin, astronome américaine († 25 décembre 2016).
  - Hubert Selby Jr, écrivain américain († 26 avril 2004).
- 26 juillet : 
  - Stanley Kubrick, réalisateur américain († 7 mars 1999).
  - Peter Lougheed, premier ministre de l'Alberta († 13 septembre 2012).
  - Elliott Erwitt, photographe franco-américain († 29 novembre 2023).
- 27 juillet : Joseph Kittinger, pilote américain.
- 29 juillet : Alberto Oliart, personnalité politique espagnole († 13 février 2021).
- 31 juillet : Gilles Carle, réalisateur et scénariste canadien († 28 novembre 2009).

## Décès
- 17 juillet : Álvaro Obregón, président du Mexique de 1920 à 1924.